# Dramane Salou
Dramane Salou (Ouagadougou, 22 maggio 1998) è un calciatore burkinabé, centrocampista dell'Hapoel Haifa e della nazionale burkinabé.

## Carriera

### Nazionale
Nel 2017 ha esordito in nazionale; nel 2023 è stato convocato per la Coppa d'Africa.

## Statistiche

### Cronologia presenze e reti in nazionale
| Cronologia completa delle presenze e delle reti in nazionale ― Burkina Faso | Cronologia completa delle presenze e delle reti in nazionale ― Burkina Faso | Cronologia completa delle presenze e delle reti in nazionale ― Burkina Faso | Cronologia completa delle presenze e delle reti in nazionale ― Burkina Faso | Cronologia completa delle presenze e delle reti in nazionale ― Burkina Faso | Cronologia completa delle presenze e delle reti in nazionale ― Burkina Faso | Cronologia completa delle presenze e delle reti in nazionale ― Burkina Faso | Cronologia completa delle presenze e delle reti in nazionale ― Burkina Faso |
| Data                                                                        | Città                                                                       | In casa                                                                     | Risultato                                                                   | Ospiti                                                                      | Competizione                                                                | Reti                                                                        | Note                                                                        |
| --------------------------------------------------------------------------- | --------------------------------------------------------------------------- | --------------------------------------------------------------------------- | --------------------------------------------------------------------------- | --------------------------------------------------------------------------- | --------------------------------------------------------------------------- | --------------------------------------------------------------------------- | --------------------------------------------------------------------------- |
| 4-5-2017                                                                    | Ouagadougou                                                                 | Burkina Faso                                                                | 1 – 1                                                                       | Benin                                                                       | Amichevole                                                                  | -                                                                           |                                                                             |
| 12-6-2021                                                                   | Rabat                                                                       | Marocco                                                                     | 1 – 0                                                                       | Burkina Faso                                                                | Amichevole                                                                  | -                                                                           | 66’                                                                         |
| 23-9-2022                                                                   | Casablanca                                                                  | RD del Congo                                                                | 0 – 1                                                                       | Burkina Faso                                                                | Amichevole                                                                  | -                                                                           | 90+3’                                                                       |
| 8-9-2023                                                                    | Marrakech                                                                   | Burkina Faso                                                                | 0 – 0                                                                       | eSwatini                                                                    | Qual. Coppa d'Africa 2023                                                   | -                                                                           |                                                                             |
| 12-9-2023                                                                   | Lens                                                                        | Marocco                                                                     | 1 – 0                                                                       | Burkina Faso                                                                | Amichevole                                                                  | -                                                                           | 90+4’                                                                       |
| 13-10-2023                                                                  | Malabo                                                                      | Guinea Equatoriale                                                          | 0 – 0                                                                       | Burkina Faso                                                                | Amichevole                                                                  | -                                                                           | 57’                                                                         |
| 5-1-2024                                                                    | Kish                                                                        | Iran                                                                        | 2 – 1                                                                       | Burkina Faso                                                                | Amichevole                                                                  | -                                                                           | 77’                                                                         |
| 20-1-2024                                                                   | Bouaké                                                                      | Algeria                                                                     | 2 – 2                                                                       | Burkina Faso                                                                | Coppa d'Africa 2023 - 1º turno                                              | -                                                                           | 84’                                                                         |
| 10-9-2024                                                                   | Bamako                                                                      | Burkina Faso                                                                | 3 – 1                                                                       | Malawi                                                                      | Qual. Coppa d'Africa 2025                                                   | -                                                                           | 85’                                                                         |
| 13-10-2024                                                                  | Abidjan                                                                     | Burundi                                                                     | 0 – 2                                                                       | Burkina Faso                                                                | Qual. Coppa d'Africa 2025                                                   | -                                                                           | 83’                                                                         |
| 21-3-2025                                                                   | El Jadida                                                                   | Burkina Faso                                                                | 4 – 1                                                                       | Gibuti                                                                      | Qual. Mondiali 2026                                                         | -                                                                           | 78’                                                                         |
| Totale                                                                      |                                                                             | Presenze                                                                    | 11                                                                          |                                                                             | Reti                                                                        | 0                                                                           |                                                                             |

## Palmarès

### Club

#### Competizioni nazionali
- Campionato armeno: 1

Urartu: 2022-2023
- Coppa d'Armenia: 1

Urartu: 2022-2023